# Spunge
Spunge, souvent stylisé en [spunge], est un groupe de ska punk britannique, originaire de Tewkesbury, en Angleterre. Formé en 1994, Spunge est le seul groupe à qui la famille Marley a officiellement donné sa permission pour faire une reprise d'une chanson de Bob Marley en changeant les paroles. Il s'agit d'une reprise de No Woman, No Cry éditée sur Room for Abuse, le second album du groupe. L'autorisation vient de Ziggy Marley, premier fils de Bob Marley, qui a aimé la nouvelle version quand le groupe lui a joué.

## Biographie
Formé en juillet 1994, le groupe connait quelques périodes de changements avec l'arrivée du bassiste Simon Bayliss en 1995, et son remplacement par Martin Holt en 1997, avant la sortie de l'EP Kicking Pigeons en 1998. Après avoir vendu 5 000 exemplaires en concert dans des pubs, le groupe décide de quitter leurs jobs et de se consacrer à plein temps à la musique. Moins d'un an plus tard en 1999, Spunge publie son premier album Pedigree Chump chez MoonSka Europe.
Leur deuxième album, Room for Abuse, est enregistré aux DEP International Studios, et publié au label Sucka-Punch Records en 2000, qui comprend le single Ego et une reprise de No Woman No Cry de Bob Marley et Santeria de Sublime. Ils attirent ensuite l'intérêt de B-Unique auquel ils signent en février 2002.
Leur nouveau contrat mène à la sortie d'un troisième album, The Story So Far. Il atteint la 48e place de l'UK Albums Chart. Le premier single s'intitule Jump on Demand. Produit par John Cornfield, Jump on Demand atteint la 39e place de l'UK Singles Chart. Lalbum, The Story So Far, est annoncé pour fin 2002.
Le 3 septembre 2011, le groupe publie un single, Nothing at All/Higher Ground.

## Membres

### Membres actuels
- Alex Copeland - chant
- Damon Robins - guitare solo
- Chris Murphy - guitare basse
- Jeremy King - batterie

### Anciens membres
- Paul Gurney - guitare rythmique
- Simon Bayliss - guitare basse
- Martin Holt - guitare basse

## Discographie

### EP
- 1998 : The Kicking Pigeons

### Singles
- Ego - 19 juin 2000
- Live Another Day/Kicking Pigeons 2001 - 12 février 2001
- Jump On Demand - 3 juin 2002
- Roots - 12 août 2002
- One More Go - 21 mars 2005
- Backstabber - 14 janvier 2006, uniquement en téléchargement
- Nothing At All/Higher Ground - 29 août 2011, uniquement en téléchargement

### Vidéos
- Skankin 'n' Skulkin - 2001
- The High Life - 2005